# Antonov

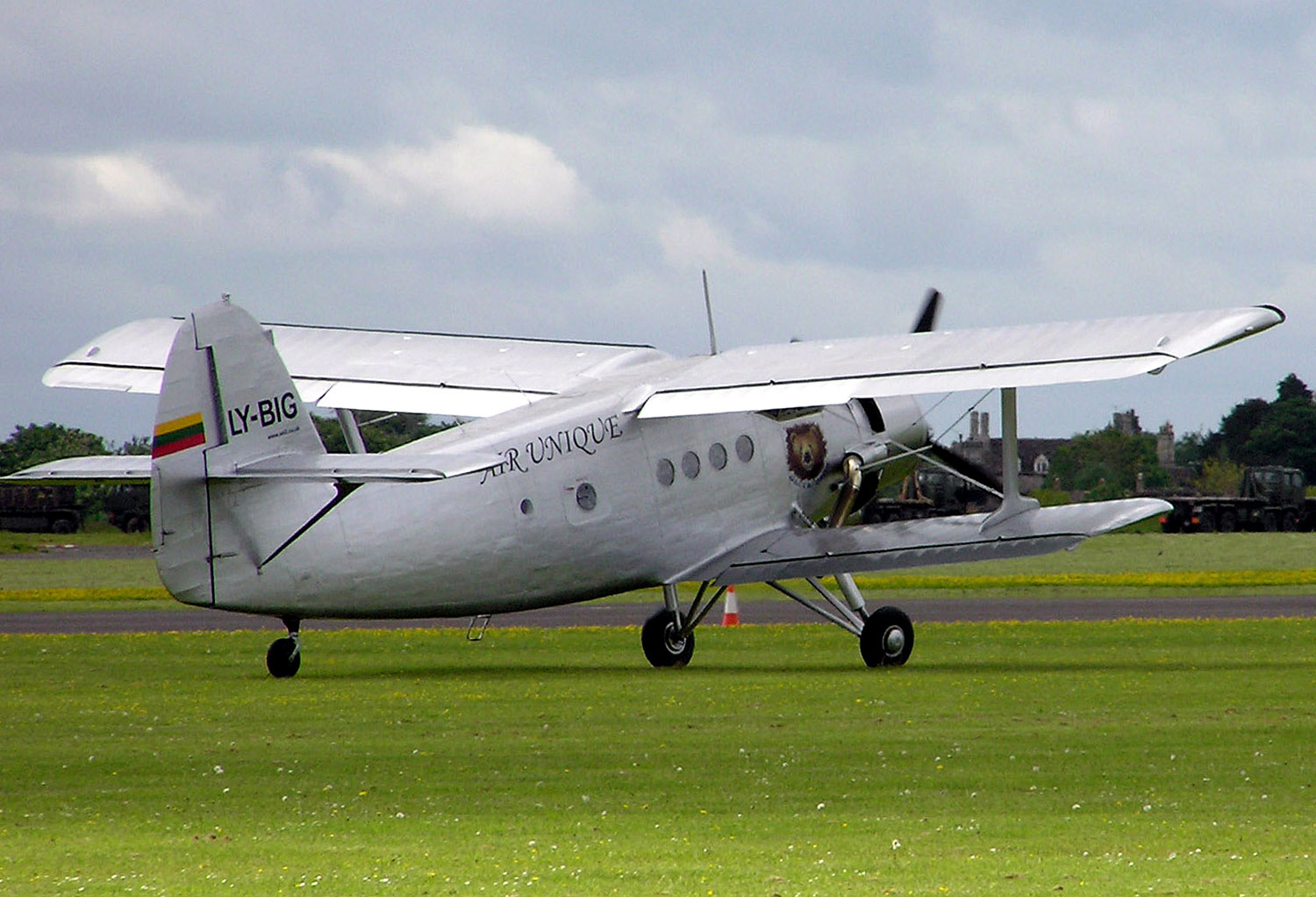
Avion Antonov An-2

Antonov, sau Complexul Tehnico-Științific Antonov, (limba ucraineană: Авіаційний науково-технічний комплекс імені Антонова, АНТК ім. Антонова) este o companie ucraineană (din 1952) de construcție și servicii aeriene 
(prefix utilizat de birourile de proiectare An) specializată în construirea de aeronave deosebit de mari. Gama de avioane produse de Antonov pornește de la biplanul puțin finisat An-2 (care este unul din cele mai mari biplane), trecând prin avionul de recunoaștere An-28, la masivele avioane de transport strategic An-124 și An-225 (cel mai mare avion în serviciu). De menționat, nu mai puțin faimoasa serie An-24, An-26 și An-30 de avioane de pasageri, turbopropulsate, importantă pentru transportul intern, în foarte multe părți din lume, în special țări conduse de guverne comuniste. Seria An-72/An-74 de avioane mici de linie înlocuiește încet vechea flotă, iar mai marele An-70 este sub certificare și construcție.
An-70 ca exterior seamănă cu proiectul Airbus A400M din vestul Europei.
Compania a luat numele de la celebrul proiectant Oleg Antonov, fondatorul și proiectantul șef al An-2, An-22, An-24 și a altor avioane.
Trebuie notat că cadrul în companiei Antonov, ca și în cazul altor intreprinderi post-sovietice, nu există posibilitatea producției industriale ale tuturor modelelor proiectate în aceeași fabrică sau în aceeași țară. Aceasta este un rezultat al strategiei industriale sovietice, care a încercat împărțirea producției militare între diferitele regiuni ale URSS. Această politică minimaliza riscurile industriale în caz de război și a împiedicat republicile să-și dezvolte economii care să se autosusțină. De aceea, avioanele Antonov au fost construite în mod obișnuit de către companii aerospațiale în Harkov, (Ucraina), Novosibirsk (Rusia) și Tașkent (Uzbekistan).
Activitatea comercială a companiei Antonov ASTC include:
- Construcția și fabricarea de avioane,
- Serviciile aeriene (Antonov Airlines),
- Întreținerea și modernizarea aeronavelor,
- Sprijin ingineresc aerospațial,
- Exploatarea Aeroportului Gostomel (Aeroportul Antonov) și
- Construcția și fabricarea troleibuzelor (o aparentă schimbare a obiectului de activitate, utilizând tehnică existentă).

Antonov este o companie aflată în proprietatea statului.

## Avioanele Antonov
| Avion  | Numele rusesc | Nume NATO | Tip |
| An-2   | Kukuruznik    | Colt      | Biplan mono-motor utilitar |
| An-3   | Fără          | Colt      | Versiunea cu turbopropulsor a lui An-2. |
| An-4   | Fără          | Colt      | Hidroavion tip An-2 |
| An-6   | Meteo         | Colt      | Biplan de recunoaștere bazat pe modelul An-2. |
| An-7   |               |           | |
| An-8   | Fără          | Camp      | Avion de transport turbopropulsor. |
| An-9   |               |           | |
| An-10  | Ucraina       | Cat       | Avion de pasageri turbopropulsor pentru distanțe medii |
| An-11  |               |           | |
| An-12  | Fără          | Cub       | Avion de transport, versiunea militară a lui An-10. |
| An-13  |               |           | |
| An-14  | Pchelka       | Clod      | Avion cu decolare/aterizare pe distanță scurtă utilitar. |
| An-15  |               |           | |
| An-22  | Antey         | Cock      | Avion de transport de mare capacitate. |
| An-24  | Fără          | Coke      | Avion de pasageri turbopropulsor pentru distanțe scurte |
| An-26  | Fără          | Curl      | Avion de transport, versiunea modernizată a lui An-24. |
| An-28  | Fără          | Clod      | Transport utilitar, versiunea modernizată a lui An-14. |
| An-30  | Fără          | Clank     | Cartografiere aeriană, versiunea modernizată lui An-24. |
| An-32  | Fără          | Cline     | Avion de transport, versiunea modernizată a lui An-26 |
| An-38  | Fără          | Clod      | Versiunea modernizată a lui An-28. |
| An-40  | Kriliati Tank | Fără      | „Tanc cu aripi”. |
| An-70  | Fără          | Fără      | Transport militar. |
| An-71  | Fără          | Madcap    | Avion An-72 dotat cu sitem AWACS |
| An-72  | Cheburașka    | Coaler    | Transport utilitar comercial, înlocuitorul lui An-26. |
| An-88  |               |           | |
| An-124 | Ruslan        | Condor    | Avion de transport strategic aerian de mare capacitate, cel mai mare avion aflat în producția de serie.                                                                               |
| An-140 | Fără          | -         | Avion de pasageri turbopropulsor pentru distanțe scurte. |
| An-148 | Fără          | -         | Prototip de avion supersonic pentru distanțe medii. |
| An-174 |               |           | |
| An-180 |               |           | |
| An-204 |               |           | |
| An-218 | Fără          | None      | Avion de transport pasageri de mare capacitate, nu a fost produs niciodată. |
| An-225 | Mria          | Cossack   | Avion de transport startegic construit pe structura lui An-124, cel mai mare avion construit vreodată. Există un singur aparat in stare de zbor, al doilea exemplar fiind neterminat. |
| OKA-38 |               |           | |
| SKV    |               |           | |